# 比涅
比涅（法語：Bignay，法語發音：[biɲɛ]）是法国滨海夏朗德省的一个市镇，位于该省中东部，属于圣让当热利区。该市镇总面积8.73平方公里，2009年时的人口为411人。

## 人口
比涅人口变化图示